# Cyrtarachne heminaria
Cyrtarachne heminaria là một loài nhện trong họ Araneidae.
Loài này thuộc chi Cyrtarachne. Cyrtarachne heminaria được Eugène Simon miêu tả năm 1909.